# 韓益洙
韓 益洙（ハン・イクス、朝鮮語: 한익수、1912年10月15日 - 1978年9月5日）は、朝鮮民主主義人民共和国の政治家、軍人、外交官。朝鮮労働党中央委員会政治局委員、朝鮮人民軍総政治局長、駐中国大使などを歴任。朝鮮労働党の主流派である満州派に属した。

## 経歴
1912年に生まれた。出生地は不明。1931年に抗日パルチザン組織である朝鮮人民革命軍に入隊。ラッパ手として従軍する。1937年に金日成が主導した普天堡の戦いに参加した。1945年に日本が降伏し、朝鮮が解放されると中隊長を務めた。その後姜健総合軍官学校校長に就任した。1961年に朝鮮労働党中央委員会委員に選出された。1962年には最高人民会議第3期代議員に選出され、中国大使に任命された。その後民族保衛副相を経て、1968年に呉振宇の後任として朝鮮人民軍総政治局長に就任した。1969年には党中央委員会政治局委員候補に選出され、1970年に党中央委員会政治局委員に昇格した。1973年に党中央委員会部長に、1977年に党中央委員会検閲委員会委員長に就任した。
1978年9月5日に死去。大城山革命烈士陵に埋葬された。生前に金日成勲章、第1級国旗勲章を授与された。